# Coppa di Slovacchia (pallanuoto maschile)
La Coppa di Slovacchia (slovacco: Slovenský pohár vo vodnom póle mužov) è la seconda competizione pallanuotistica nazionale slovacca. Dal 1993 al 2017 è stata organizzata annualmente dalla SZVP, oggigiorno è organizzata dalla SPF ed assegnata tramite un torneo ad eliminazione diretta.

## Albo d'oro
| Stagione | Vincitore         | Finalista         |
| -------- | ----------------- | ----------------- |
| 1993     | ŠKP Košice        | Slávia Bratislava |
| 1994     | NCHZ Nováky       | Slávia Bratislava |
| 1995     | Slávia Bratislava | NCHZ Nováky       |
| 1996     | NCHZ Nováky       | Slávia Bratislava |
| 1997     | NCHZ Nováky       | Slávia Bratislava |
| 1998     | NCHZ Nováky       | Slávia Bratislava |
| 1999     | NCHZ Nováky       | Slávia Bratislava |
| 2000     | NCHZ Nováky       | ŠKP Košice        |
| 2001     | NCHZ Nováky       | ŠKP Košice        |
| 2002     | NCHZ Nováky       | ŠKP Košice        |
| 2003     | NCHZ Nováky       | ŠKP Košice        |
| 2004     | NCHZ Nováky       | Slávia Bratislava |
| 2005     | NCHZ Nováky       | ŠKP Košice        |
| 2006     | NCHZ Nováky       | Slávia Bratislava |
| 2007     | NCHZ Nováky       | ŠKP Košice        |
| 2008     | Košice            | ŠKP Košice        |
| 2009     | Košice            | ŠKP Košice        |
| 2010     | ŠKP Košice        | Košice            |
| 2011     | Košice            | ŠKP Košice        |
| 2012     | Slávia Bratislava | Košice            |
| 2013     | ŠKP Košice        | Košice            |
| 2014     | ŠKP Košice        | Slávia Bratislava |
| 2015     | NCHZ Nováky       | ŠKP Košice        |
| 2016     | NCHZ Nováky       | Slávia Bratislava |
| 2017     | NCHZ Nováky       | Slávia Bratislava |
| 2018     | Košice            | NCHZ Nováky       |
| 2019     | Slávia Bratislava | Košice            |
| 2020     | Košice            | Slávia Bratislava |
| 2021     | NCHZ Nováky       | Košice            |
| 2022     | Slávia Bratislava | ŠKP Košice        |
| 2023     | NCHZ Nováky       | Slávia Bratislava |
| 2024     | NCHZ Nováky       | Košice            |

## Vittorie per squadra
| Squadra           | Titoli | Anni |
| ----------------- | ------ | --- |
| NCHZ Nováky       | 19     | 1994, 1996, 1997, 1998, 1999, 2000, 2001, 2002, 2003, 2004, 2005, 2006, 2007, 2015, 2016, 2017, 2021, 2023, 2024 |
| Košice            | 5      | 2008, 2009, 2011, 2018, 2020                                                                                     |
| ŠKP Košice        | 4      | 1993, 2010, 2013, 2014                                                                                           |
| Slávia Bratislava | 4      | 1995, 2012, 2019, 2022                                                                                           |